# Epiphanius av Salamis

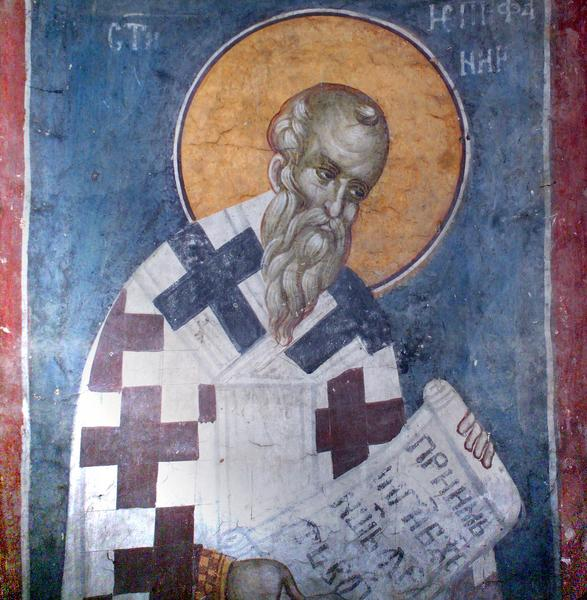
Epiphanius av Salamis

Epiphanius av Salamis, Epiphanius den helige, född omkring 315 i Palestina, död 403 på Cypern, var en österländsk kyrkofader, känd som en häftig försvarare av ortodoxin mot heretiker.
Epiphanius uppfostrades i Egypten, grundlade i sin fädernebygd ett kloster, och blev 367 biskop i Constantia (Salamis) på Cypern vilket han förblev till sin död 403. Han var född jude, men konverterade till kristendomen.
Under en resa till Palestina 392 gick han till angrepp på Origenes’ lärjungar och uppfordrade biskopen i Jerusalem att fördöma dennes skrifter. Samma uppfordran ställde han på en synod på Cypern till öns biskopar. Inte ens patriarken i Konstantinopel, Johannes Chrysostomos, gick fri för hans renlärighetsnit. 
Epiphanius ägde stor språkkunskap. Han kunde hebreiska, syriska, egyptiska, grekiska och latin. Hans huvudverk är Panarion (ordagrant: "apotekslåda"), en redogörelse för och vederläggning av åttio särskilda slags kätteri. Hans skrifter röjer ett varmt religiöst nit, men tillika ofördragsamhet och frånvaro av källkritik. Dock är hans skrifter av stor vikt för den äldsta kristna kyrkans historia genom den i dem förekommande mängden av citat ur arbeten, som gått förlorade. Fram tills upptäckterna av Nag Hammadi var han en av huvudkällorna till gnosticismens lära. Ytterligare ett verk av Epiphanius är Ancoratus i vilken han bestrider såväl Origenes som arianismens giltighet.
Helgondag 12 maj (östortodoxa kyrkan)